# Ридель, Александр Александрович
Барон Александр Александрович де Ридель (около 1810 — 1875) — офицер Российского императорского флота, начальник Инженерного училища морского ведомства, член комитета морских учебных заведений, вице-адмирал.

## Биография
Происходил из дворян Смоленской губернии; родился около 1810 года.
С 26 октября 1826 года — кадет Морского корпуса; 1 февраля 1830 года произведён в гардемарины, а 31 декабря 1831 года — в мичманы. Крейсировал в Балтийском море на фрегатах «Анна» (1830) и «Мария» (1831), бриге «Диомид» (1832—1835).
С 10 марта 1837 года — лейтенант; командовал канонерской лодкой. В 1838—1842 годах находился в плаваниях на корабле «Император Пётр I», фрегате «Паллада», бриге «Диомид», корабле «Гангут».
23 июня 1842 года переведён в Морской корпус отделённым офицером гардемаринской роты, 12 октября 1843 года назначен командиром гардемаринской роты. В 1844—1846 годах на фрегатах «Паллада», «Церера» кораблях «Лефорт» и «Россия» находился в практических плаваниях в Балтийском море, в 1847 году — на фрегате «Цесаревна» крейсеровал в Немецком море; 11 апреля 1848 года произведён в капитан-лейтенанты. В 1848—1849 годах крейсировал в Балтийском море, в 1850—1853 годах командовал фрегатом «Постоянство».
В 1855 году произведён в капитаны 2-го ранга, 26 сентября 1858 года — в капитаны 1-го ранга; 27 мая 1859 года назначен командиром 1-й кадетской роты Морского корпуса , 5 марта 1860 года — батальонным командиром. В 1863 году — переименован в помощники директора корпуса по строевой и хозяйственной части.
1 января 1867 года произведён в контр-адмиралы, с оставлением в той же должности. 30 сентября 1868 года назначен заведующим строевой и хозяйственной частями Морского училища, в августе того же года — членом комитета морских учебных заведений. 1 января 1869 г. назначен начальником Инженерного училища морского ведомства.
23 сентября 1872 года, в связи с преобразованием училища и переезда его в Кронштадт, назначен членом комитета морских учебных заведений. 31 марта 1874 года произведён в вице-адмиралы.
Умер 13 (25) мая 1875 года. Похоронен на Смоленском православном кладбище.

## Награды
- орден Святой Анны 3-й степени (1850)
- орден Святой Анны 2-й степени (1853; императорская корона к ордену — 1855)
- орден Святого Владимира 4-й степени (1861)
- орден Святого Владимира 3-й степени (1865)
- орден Святого Станислава 1-й степени (1869)
- орден Святой Анны 1-й степени (1872)[2].

## Семья
Был женат на Надежде Павловне Левицкой (?—28.05.1893) — дочери генерал-майора инженерных войск Павла Григорьевича Левицкого. Их дети:
- Ксения (ум. 07.08.1845)[5]
- Николай (02.2.1850 — 27.2.1883)
- Мария (1852 — 03.08.1917)[1][6].